# Suchosaurus
Suchosaurus (il cui nome significa "lucertola coccodrillo") era un dinosauro carnivoro appartenente alla famiglia degli spinosauridi, vissuto nel Cretaceo inferiore nell'odierna Inghilterra; inizialmente fu ritenuto un genere di coccodrillo. L'olotipo è costituito da denti. Sono state nominate due specie, S. cultridens e S. Girardi. In tempi recenti, tuttavia, la seconda specie è stata riclassificata da Buffetaut come Baryonyx. La specie S. cultridens è conosciuta solo per un singolo dente che assomiglia fortemente ai denti del contemporaneo Baryonyx.
Attualmente Suchosaurus è considerato un nomen dubium da Mateus (2011).